# Guillemó
Guillemó (en latín: Guillemundus) fue conde de Razès y Conflent, territorios ubicados en el actual sur de Francia. Gobernó estos territorios desde aproximadamente el año 820 hasta el 827, cuando se unió a la revuelta contra el dominio franco liderada por Aysun y apoyada por el Emirato de Córdoba.

## Contexto Familiar
Guillemundus, también conocido como Guillemó, pertenecía a la influyente familia de los Guilhemidas, linaje de origen franco vinculado a la corte carolingia. Era hijo de Bera, el primer Conde de Barcelona, quien también gobernaba los condados de Razès y Conflent. Su madre, Romella, fue una noble posiblemente de origen visigodo, aunque algunas fuentes sugieren que podría haber tenido raíces francas, lo que hubiera reforzado la conexión de la familia con la nobleza local de la Marca Hispánica. Esto lo situaba en una posición privilegiada dentro del entorno de los territorios bajo dominio carolingio, cuya administración era a menudo compartida entre nobles godos y francos.
El nombre de Guillemundus fue escogido en honor a su abuelo paterno, Guillermo de Gellone, un destacado conde de Toulouse y primo de Carlomagno, quien jugó un papel crucial en la expansión del dominio franco hacia la Marca Hispánica. Guillermo de Gellone, también conocido como San Guillermo, fue una figura de gran influencia en el desarrollo de los territorios fronterizos con Al-Ándalus y en la defensa contra incursiones musulmanas. Guillemundus heredó de su linaje una responsabilidad destacada en el control y administración de territorios estratégicos, como Razès y Conflent, y la lealtad a la política carolingia en Hispania.
Por otro lado, el medio hermano de Guillemundus, Bernardo de Septimania, quien también era hijo de Guillermo de Gellone, se convirtió en un influyente noble de la Marca Hispánica y un aliado cercano del emperador Luis el Piadoso. Sin embargo, la relación entre Guillemundus y Bernardo fue en ocasiones conflictiva, ya que ambos defendían intereses políticos y familiares en una región donde se mezclaban las lealtades visigodas, francas y la influencia musulmana.

## Primeros Años como Conde de Razès y Conflent
Hacia el año 812, Bera, quien era el primer conde de Barcelona y también gobernaba los condados de Razès y Conflent, delegó en su hijo Guillemundus la administración de estos territorios. Esta cesión fue parte de una estrategia común entre la nobleza de la época, que asignaba a los herederos la gestión de condados para asegurar una transición fluida y mantener el control familiar sobre las tierras. Guillemundus comenzó su administración bajo la tutela de Bera, participando en la gestión de asuntos locales y en la defensa contra incursiones musulmanas provenientes de Al-Ándalus.
En 820, debido a la creciente influencia de la nobleza local y las tensiones con los francos en la región, Guillemundus fue formalmente nombrado conde de Razès y Conflent, lo que consolidó su autoridad sobre estos territorios. Sin embargo, en 821, su padre Bera fue acusado de traición por la corte franca, tras lo cual fue destituido y exiliado en Rouen, lo que dejó a Guillemundus como único conde de Razès y Conflent. A partir de entonces, Guillemundus mantuvo el control de los condados de manera autónoma, aunque siempre en una posición delicada debido a las tensiones entre las facciones pro-islámicas y los nobles francos.
Durante su mandato, Guillemundus se esforzó por defender sus tierras contra las incursiones musulmanas y preservar la estabilidad en la región. La posición de Razès y Conflent era estratégica, ya que se encontraban en una zona de contacto entre los territorios cristianos y musulmanes, lo que implicaba un constante riesgo de conflicto y la necesidad de una administración vigilante. La capacidad de Guillemundus para mantener la paz en estos condados refleja su habilidad como gobernante y su conocimiento de la política de la Marca Hispánica.
La autoridad de Guillemundus en Razès y Conflent fue relativamente estable hasta 826, cuando surgieron conflictos internos debido a la llegada de nuevos condes en la Marca Hispánica, entre ellos Bernardo de Septimania, quien asumió el control de los territorios de su familia. Este cambio político en la región conduciría a la eventual implicación de Guillemundus en la rebelión de Aysun en los años posteriores.

## Participación en la Revuelta de Aysun
En 826, Guillemundus se unió a la rebelión liderada por Aysun, un noble visigodo que buscaba recuperar el poder y revertir la influencia franca en la Marca Hispánica. La revuelta surgió en respuesta a la creciente autoridad de Bernardo de Septimania, quien había sido designado como el nuevo conde de Barcelona por el emperador Luis el Piadoso. Bernardo, aliado cercano del emperador, representaba los intereses de la administración carolingia en la región, lo que generó resistencia entre la nobleza local, especialmente entre aquellos nobles visigodos que veían amenazados sus derechos tradicionales y su autonomía.
La revuelta de Aysun obtuvo el respaldo del Emirato de Córdoba, ya que el emir Abd al-Rahman II veía en ella una oportunidad para desestabilizar las fronteras del imperio carolingio y debilitar su presencia en la región. Abd al-Rahman envió un contingente militar que se unió a las fuerzas rebeldes de Aysun y Guillemundus en un intento conjunto por tomar el control de la Marca Hispánica.
A pesar de contar con apoyo musulmán, Guillemundus y sus aliados enfrentaron una dura resistencia por parte de las tropas leales a Bernardo de Septimania. Durante varios meses, las fuerzas rebeldes resistieron las ofensivas francas, refugiándose en las montañas del Razès y llevando a cabo una guerra de guerrillas. Sin embargo, la superioridad militar y organizativa de los carolingios finalmente inclinó la balanza a favor de Bernardo y sus tropas, quienes lograron derrotar a los rebeldes.
En 827, después de la caída de la resistencia en Razès y la retirada de los musulmanes, Guillemundus y otros líderes rebeldes fueron obligados a huir. Guillemundus buscó refugio en Córdoba, en el Emirato de Córdoba, donde probablemente vivió en el exilio hasta su muerte. Aunque los detalles de su vida en Córdoba son escasos, es probable que haya sido acogido como un aliado político por las autoridades cordobesas, quienes mantenían un interés en influir sobre la Marca Hispánica a través de los exiliados.
La revuelta de Aysun es recordada como un evento significativo en la historia de la Marca Hispánica, ya que ilustró la complejidad de la relación entre la nobleza local visigoda y la autoridad franca. También subrayó el papel del Emirato de Córdoba en los asuntos internos de la región y su capacidad para ejercer influencia en los territorios fronterizos del imperio carolingio.

## Muerte y Legado
La fecha exacta de la muerte de Guillemundus sigue siendo desconocida, pero se presume que falleció en Córdoba después de su exilio en 827, donde probablemente vivió sus últimos años como huésped del Emirato de Córdoba. Es posible que el emir Abd al-Rahman II le ofreciera refugio en reconocimiento por su alianza en la Revuelta de Aysun, y como parte de la estrategia cordobesa de acoger a líderes exiliados de la Marca Hispánica para fortalecer su influencia en la región fronteriza.
Aunque Guillemundus no recuperó sus tierras, su rebelión y exilio representan la resistencia de la nobleza visigoda y su rechazo a la dominación franca, en un momento en el que la autoridad carolingia enfrentaba constantes desafíos en la península ibérica. Su fracaso, sin embargo, fortaleció el control franco en la Marca Hispánica, permitiendo a figuras como Gaucelmo de Rosellón asumir el gobierno de Razès y Conflent tras la derrota de la revuelta.
Gaucelmo, un noble franco y aliado cercano de la corte imperial, fue designado para sustituir a Guillemundus en estos territorios. Su administración marcó un cambio en la gestión de Razès y Conflent, consolidando la influencia franca en una región donde previamente la nobleza visigoda tenía un rol destacado. La figura de Guillemundus pasó a ser un símbolo de la resistencia gótica y visigoda en los territorios de la Marca Hispánica, y su legado influyó en generaciones posteriores de nobles locales que continuaron resistiendo la dominación franca y luchando por una mayor autonomía.
A través de su participación en la revuelta y su exilio, Guillemundus dejó un legado de oposición a la centralización del poder carolingio y de solidaridad con los intereses locales, representando una época de transición y resistencia en la Marca Hispánica que prefiguraba futuras luchas por el control y la identidad regional en la península ibérica.
| Predecesor: Bera | Conde de Rasés y Conflent 820 - 827 | Sucesor: Gaucelmo |